# Sea Island (Canada)
Pour les articles homonymes, voir Sea Island.
Sea Island est une Île fluviale canadienne située dans l'estuaire du fleuve Fraser, en Colombie-Britannique. Faisant partie de Richmond, elle accueille l'aéroport international de Vancouver.